# Темниково (Вологодская область)
Темниково — деревня в Грязовецком районе Вологодской области.
Входит в состав Ростиловского муниципального образования (с 1 января 2006 года по 9 апреля 2009 года входила в Плосковское муниципальное образование), с точки зрения административно-территориального деления — в Плосковский сельсовет.
Расстояние до районного центра Грязовца по автодороге — 30 км, до центра муниципального образования Ростилово по прямой — 17 км. Ближайшие населённые пункты — Неверово, Никольское, Початково.
По данным переписи в 2002 году постоянного населения не было.